# NGC 1819
NGC 1819 este o galaxie lenticulară situată în constelația Orion. A fost descoperită în 26 decembrie 1885 de către Lewis A. Swift. Se află la o distanță de 60,53 de megaparseci de Pământ.